# Faro di Viareggio
Il faro di Viareggio è un faro marittimo del mar Ligure che si trova alla foce del canale Burlamacca a Viareggio, presso l'infrastruttura portuale.

## Storia
L'infrastruttura venne costruita della Regia Marina nel 1863 per l'illuminazione notturna del corrispondente tratto costiero; l'aspetto attuale è stato conferito da una ristrutturazione di epoca novecentesca. Dopo la costruzione della più esterna diga foranea, in seguito dotata di un proprio faro più moderno, questa infrastruttura ha limitato la propria funzionalità all'area interna del porto-canale. Ora non più in uso.

## Architettura
Il complesso è costituito da una torre a sezione circolare in muratura bianca alta 14 metri, con galleria interna, che culmina con una terrazza sommitale su cui poggia il tiburio della lanterna metallica, anch'essa a sezione circolare. La torre si eleva all'angolo nord-occidentale di un fabbricato a pianta quadrangolare, disposto su due livelli e anch'esso in muratura bianca.